# Haiderabad (Oudh)
Haiderabad (Hindi: हैदराबाद, Urdú: حيدر آباد,) és un poble i nagar panchayat de l'Índia, al districte d'Unao, estat d'Uttar Pradesh, a 19 km al nord d'Unao. Segons el cens del 2001 la població era de 6.937 habitants. El 1881 consta amb una població de 3.819 habitants. Celebra dos mercats setmanals.
Fou fundada vers 1700 per Haidar Khan que va donar a la ciutat el seu propi nom.